# Quando um Homem Ama uma Mulher
When a Man Loves a Woman (Quando um Homem Ama uma Mulher no Brasil e Portugal) é um filme norte-americano do gênero drama romântico do ano de 1994, foi escrito por Al Franken e Ronald Bass, dirigido por Luis Mandoki, estrelando Andy Garcia, Meg Ryan, Tina Majorino, Mae Whitman, Ellen Burstyn, Lauren Tom e Philip Seymour Hoffman.
Por sua atuação como uma mãe alcoólatra, Ryan recebeu uma nomeação para o Screen Actors Guild Award para melhor atriz em um papel principal. O título do filme é retirado da canção de mesmo nome por Percy Sledge.

## Sinopse
Alice é esposa de Michael e juntos eles têm duas filhas: Jessica e Casey fruto desse casamento. Alice tem problemas com bebidas e quando nota que seu alcoolismo pode destruir a vida da família, resolve se internar em uma clínica para tratamento especial.

## Elenco
- Andy Garcia ... Michael Green
- Meg Ryan ... Alice Green
- Ellen Burstyn ... Emily
- Tina Majorino ... Jessica Green
- Mae Whitman ... Casey Green
- Lauren Tom ... Amy
- Philip Seymour Hoffman ... Gary
- Eugene Roche ... Walter
- Gail Strickland ... Pam
- Steven Brill ... Madras Tie Guy
- Susanna Thompson ... Janet
- Erinn Canavan ... Shannon
- LaTanya Richardson ... Dr. Gina Mendez
- Bari K. Willerford ... Malcolm
- James Jude Courtney ... Earl

## Produção
Tom Hanks foi considerado para o papel de Garcia e Michelle Pfeiffer e Debra Winger foram consideradas para o papel de Ryan.

## Lançamento e recepção
O filme estreou na posição 2 atrás de The Crow. No site agregador de críticas Rotten Tomatoes, 70% das 20 resenhas dos críticos são positivas.
James Berardinelli afirmou que o "final é muito fácil", e que o filme tomou "mais tempo do que o necessário para chegar a sua resolução", acrescentando que há momentos no filme em que o script iria atacar um nervo exposto com certas pessoas por causa de como ele julga alcoólatras e lida com questões relacionadas ao alcoolismo. No entanto, ele disse que a pungência do "do filme é a sua força, mesmo se tendências didáticas ocasionais são sua fraqueza". David Denby do New York Magazine chamou de "sério e altamente prolongada decepção de aconselhamento", um "exercício terapêutico agressivo", que, embora inteligente, apresenta "conversa sem fim, um atrofiado mise en scène, e uma atmosfera moral de obstinada e literal persistência", que "supervaloriza sua própria sobriedade".

## Trilha sonora
1. When a Man Loves a Woman
2. Crazy Love
3. El Gusto
4. Main Title
5. Garbage Compulsion
6. Homecoming
7. I Hit Her Hard
8. Dressing Casey
9. Gary
10. Michael Decides
11. Alice & Michael
12. Running From Mercy por Rickie Lee Jones
13. I'm a Good Man por Robert Cray
14. Everybody Hurts por R.E.M.
15. Stewart's Coat por Rickie Lee Jones